# Haszon
A Pallas nagy lexikona szerint „valamely dolognak haszna alatt minden előnyét értjük, keletkezzék az a dologból önmagából v. máskép, p. külső hozzájárulás által”. Tehát a haszon az bármilyen előny, ami bárhogy és bármiből keletkezhet.
Az előny viszont az értékítéletből származik, mert valamit jobbnak, vagy rosszabbnak minősítünk (minősül), tehát értéknek tekintünk (tekinthető). A haszon azért fontos, mert az határozza meg a cselekvést, hiszen a jobb eléréséért, vagy rosszabb elkerüléséért tesz bármit is az ember (de minden más élőlény is).
Az ember esetében, amióta a pénz az „általános egyenértékes” funkciót képes betölteni, az nemcsak a pénz értékét mutatja, hanem szinte minden más „értéke” is kimutathatóvá vált általa. Ez tette a gazdasági élet alapjává, ahol a haszon pénzben fejeződik ki és annak mintegy szinonimája is, de van „önálló neve is”, a profit. Tehát a pénz óta azt is egy – „mérésügyi” – szempont, hogy van pénzben kifejeződő haszon (maga a pénz és az egyszerűbb dolgok) és pénzben inkább nem kifejezhető, vagy akár pénzben kifejezhetetlen haszon (amit attól még abban is „mérnek”). 
Noha a haszon a cselekvés meghatározója, még nem kéne, hogy a gondolkodást is meghatározza. Így a haszonelvűség egy hibás következtetés, amely mindig is létezett és irányzat a XII. századtól lett belőle. A haszonelvűség során a sorrendiséget ok-okozati összefüggésnek tekintik. Az történik, hogy azt hiszik (Kik?), hogy ha a haszonért történik az emberi cselekvés (és annak hiányában szűnik meg), akkor a haszon az ember érdeke. Ekkor szépen (??) összemosódik a cél és az érdek fogalma. A haszonelvűséggel így nem az a baj, hogy az „rossz” eredményt hozhat létre, hanem az, hogy egy hibás szemlélet – tehát még a „jó” se jó, noha az vitathatatlanul hasznos. Az ember érdekéhez nem a haszon, hanem a tulajdon fogalma vezet el.